# オリョール (戦艦)
オリョール（ロシア語: Орёл アリョール）は、ロシア帝国で建造された戦艦である。ロシア帝国海軍では艦隊装甲艦（эскадренный броненосец）に分類された。いわゆる前弩級戦艦であるボロジノ級の3番艦。艦名はロシア語で「鷲」を意味している。

## 艦歴
サンクトペテルブルクのガレールヌイ島造船所で建造。1899年10月26日/11月7日建造開始。1900年5月20日/6月1日起工。1902年7月6日/19日進水。1904年5月に艤装を行うためクロンシュタットへ移ったが、その際に座礁した。
1904年10月1日（ユリウス暦、以下同じ）就役。
オリョールの艦長には、1904年4月26日付けでニコライ・ユーンク海軍大佐が着任した。日露戦争へ参加するため、姉妹艦3 隻および二等防護巡洋艦ジェームチュクとともに第2太平洋艦隊（バルチック艦隊）第1装甲艦隊を編成し、極東へ派遣された。
1905年5月14日（グレゴリオ暦では5月27日）の日本海海戦では、オリョールは、第2太平洋艦隊の主力戦艦5隻（第2太平洋艦隊旗艦クニャージ・スヴォーロフ、インペラートル・アレクサンドル3世、ボロジノ、オリョール、オスリャービャ）の中で、沈没を免れた唯一の艦となった。しかし、オリョールは大損害を受け、備砲の大半を破壊された。前部12インチ主砲塔の左砲は、砲戦のさなかに起きた膅発により、砲口から約1間（1.8メートル）の個所で切断した。
「オリョール」では43名が戦死し、約80名が負傷した。ユーンク艦長も重傷を負った。
5月14日の戦闘の終了後、水線上に多大な被害を受けてかなりの浸水があったものの航行可能であったオリョールは、戦艦インペラートル・ニコライ1世、海防戦艦ゲネラル＝アドミラル・アプラクシン、同アドミラル・セニャーヴィン、二等防護巡洋艦イズムルートからなるニコライ・ネボガトフ海軍少将が指揮する残存艦隊と合流した。5月15日、残存艦隊は日本艦隊に包囲され、ネボガトフ少将は降伏し、オリョールを含む残存艦隊の艦船は大日本帝国海軍に捕獲された。
5月14日の戦闘で重傷を負っていたユーンク艦長は5月16日に死去し、部下将兵の願いにより水葬に付された。
被弾状況は次の通りであった。左舷側には12インチ砲弾9発、8インチ砲弾5発、6インチ砲弾13発などが、右舷側には12インチ砲弾3発、8インチ砲弾2発、6インチ砲弾7発などが命中。また、司令塔に6インチ砲弾2月が命中した。
オリョールは大日本帝国海軍の戦艦「石見」となり、1922年に除籍され、1924年に実艦標的として海没処分された。

## その他
1932年と1935年にはオリョールの水兵だったアレクセイ・ノビコフ＝プリボイが自身の海戦体験を綴った「ツシマ」を発表し、1955年には造船技師としてオリョールに乗り込んだウラジミール・ポリエクトヴィッチ・コスチェンコが、海戦の回想録『 На «Орле» в Цусиме（オリョール上のツシマ）』（邦題：『捕われた鷹』・『もうひとつのツシマ　ロシア造船技術将校の証言』）を公刊した。

## ギャラリー

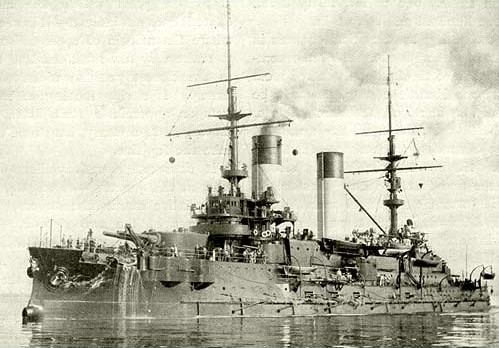
艦首方向から見たオリョール。
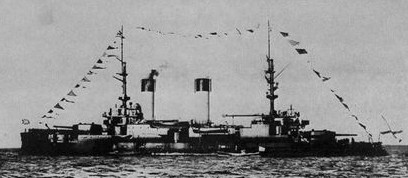
左舷から見たオリョール。
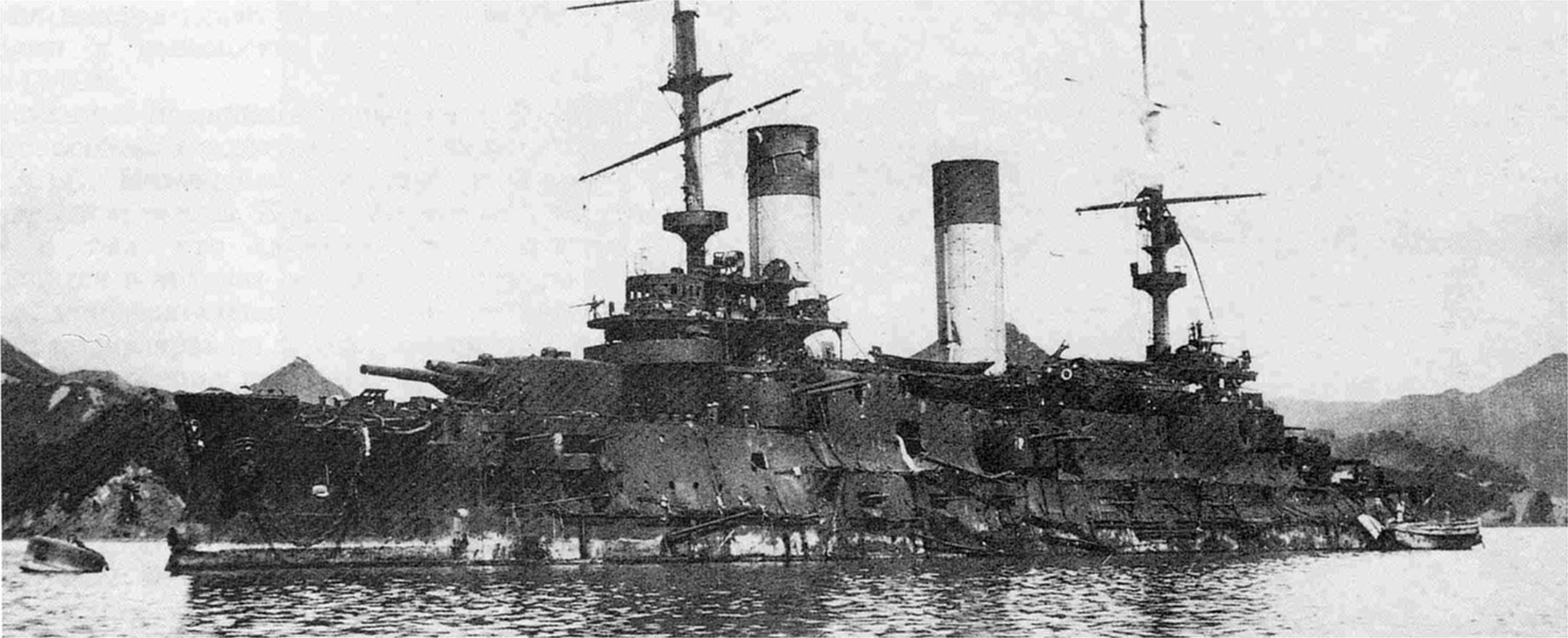
1905年、修理のため舞鶴港に入港したオリョール。
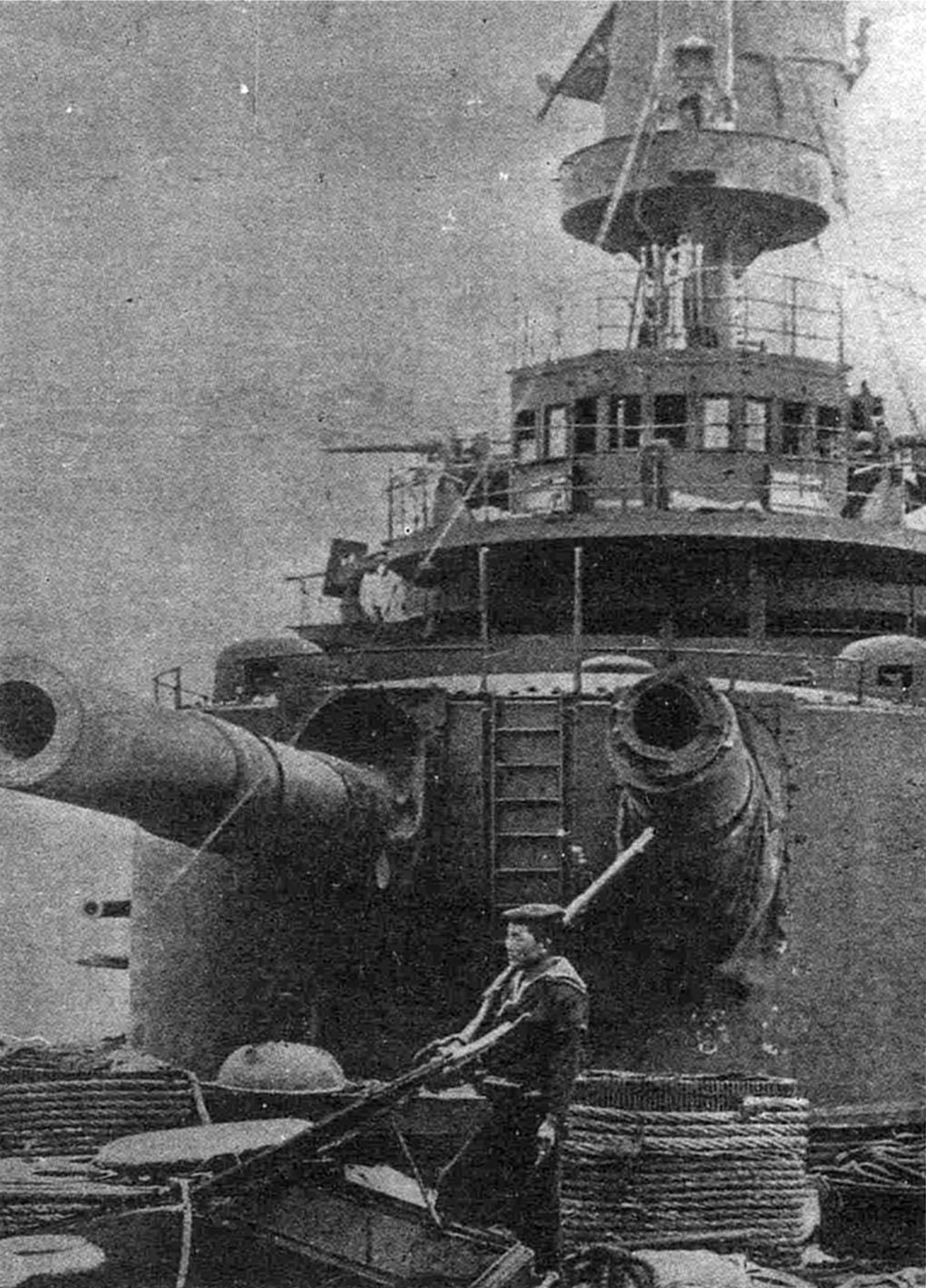
オリョールの主砲塔。武装した日本の水兵が巡回している。
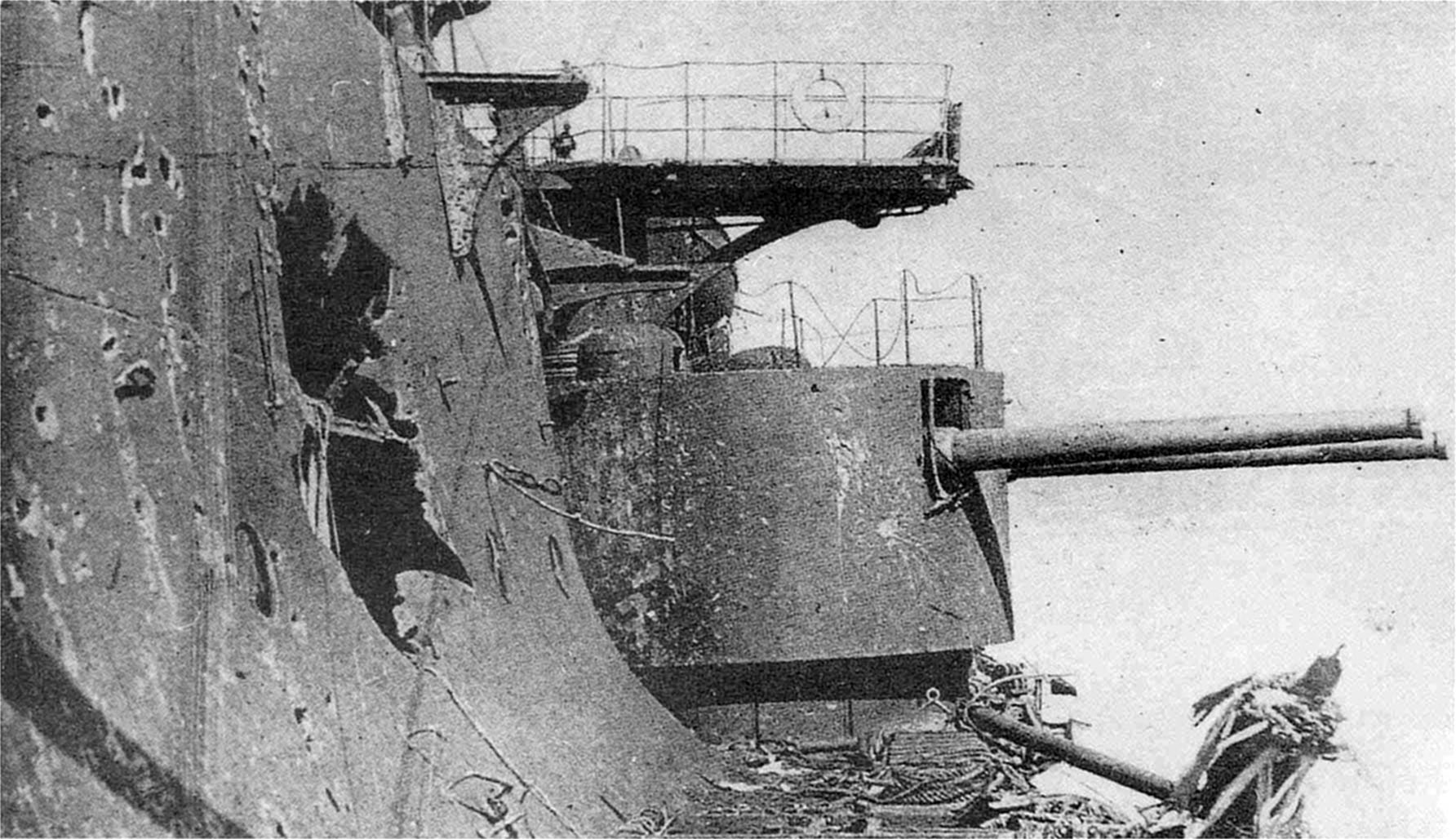
オリョールの副砲塔。舷側に被弾跡がある。